# Acherontiella mac
Acherontiella mac är en urinsektsart som först beskrevs av Palacios-Vargas och ?E. Thibaud 1985.  Acherontiella mac ingår i släktet Acherontiella och familjen Hypogastruridae. Inga underarter finns listade i Catalogue of Life.